# Munktell
Munktell är en svensk släkt, som gjort sig ett namn inom Svenska kyrkan och svensk industri.
Släktens stamfader uppges vara Olof Olofsson som 1615 var skattebonde i Munktorp men som tidigare skall ha varit handlande i Köping. Han antas ha varit far till Martinus Olai Muncthelius (1620–1691) som var kyrkoherde i Säters församling. Hans hustru var syster till riksrådet greve Samuel Bark. Deras son Johan Muncktell var först militär, sedan bokhållare vid Stora Kopparberget och Hedemora, notarie i gruvrätten och dessutom ägare av Grycksbo och av ett pappersbruk. Johan Munktell var gift med Margareta Troilia, en ättling till Stormor i Dalom.
Johan Muncktell fick sex söner som överlevde barnaåren. En son, Zacharias, blev guldsmed i London. Olof och Anders Muncktell var verksamma inom industrin, den förre i Finland och den andre i Leksand där han hade 800 arbetare på 1760-talet. En äldre bror, Johan Martin Muncktell grundade en klädesfabrik i Falun och övertog Grycksbo. En annan bror, Fredric Muncktell, var bland annat bankokommissarie och riksdagsman, och förfader till Olof Ulrik Arborelius.
Släkten fortlever på två grenar:
- Ihrstagrenen:
  - Johan Fredrik Muncktell (1764–1848), präst i Irsta och utgivare av Vesterås stifts herdaminnen. (Sökbar e-text med interna länkar).
  - Theofron Munktell (1805–1887), son till Johan Fredric Munktell, grundare av Eskilstuna Mekaniska Verkstad (senare ombildat till Munktells Mekaniska Verkstad).
  - Theofron Muncktell (1834–1917), son till Theofron Muncktell, chef för Munktells

- Grycksbogrenen:
  - Henrik Munktell (1804–1861), far till Helena Munktell, ledamot av Kungliga Musikaliska Akademien.
  - Henrik Munktell (1841–1906), bruksägare och ledaren av Gryckbo bruk.
  - Helena Munktell (1852–1919), tonsättare, ledamot av Kungliga Musikaliska Akademien.
  - Henrik Munktell (1875–1921), disponent
  - Henrik Munktell (1903–1962), professor och riksdagsman